# Aurorobotys
Aurorobotys és un gènere d'arnes de la família Crambidae.

## Taxonomia
- Aurorobotys aurorina (Butler, 1878)
- Aurorobotys crassispinalis Munroe & Mutuura, 1971